# Heberth González
Heberth González (La Paila, 31 mei 1958) is een voormalig profvoetballer uit Colombia, die als verdediger onder meer speelde voor Deportes Quindío uit Armenia. González nam met het Colombiaans voetbalelftal deel aan de Olympische Spelen van 1980 in Moskou, en speelde daar mee in alle (drie) groepswedstrijden.